# Take Me as I Am
Take Me as I Am (englisch für Nimm mich so wie ich bin) ist ein englischsprachiger Rocksong, der vom georgischen Sänger Tornike Kipiani komponiert und interpretiert wurde. Mit dem Titel sollte er Georgien beim Eurovision Song Contest 2020 in Rotterdam vertreten.

## Hintergrund und Produktion
Am 31. Dezember gewann Kipiani die Show Georgian Idol 2020, welche auch als Auswahl des Interpreten für den Eurovision Song Contest diente. Im Gegensatz zum Vorjahr werde man das entsprechende Lied zu einem späteren Zeitpunkt intern auswählen.
Einen Monat später wurde bekanntgegeben, dass Kipianis Song den Titel Take Me as I Am tragen werde. Dieser wurde am 2. März 2020 erstmals veröffentlicht.
Kipiani textete und komponierte den Titel selbst. Er arrangierte und produzierte ihn mit Aleko Berdsenischwili.
Das Musikvideo bei der Veröffentlichung des Songs erstmals der Öffentlichkeit vorgestellt. Regisseur war Temo Kwirkwelia. Es zeigt Kipiani und sein Team beim Aufnehmen des Stücks im Studio. Unter den Performern befand sich auch Mariam Schengelia, die Georgien 2025 mit dem Titel Freedom vertrat.

## Musik und Text
Der Titel wird als Mischung von Classic Rock, Electro und Dubstep beschrieben. Die Dubstep-Teile sind vor allem im Refrain präsent, wo sich der Sänger teilweise des gutturalen Gesanges bedient. Der Song ist in zwei Strophen aufgebaut, die sich mit einem Refrain abwechseln. Dieser enthält die Floskel „Ich liebe dich“ in Italienisch, Spanisch, Französisch und Deutsch. Der Teil wird hauptsächlich durch die Begleitsänger getragen. Inhaltlich geht es um den Sänger und sein Gegenüber, dem er vorwirft, ihn nicht zu lieben, weil er sich gezwungen fühlt, verschiedene europäische Stereotypen zu erfüllen. Er fragt die andere Person, warum sie ihn nicht nehmen könne, wie er sei (vgl. Titel).

## Beim Eurovision Song Contest
Georgien hätte im zweiten Halbfinale des Eurovision Song Contest 2020 mit diesem Lied auftreten sollen. Aufgrund der fortschreitenden COVID-19-Pandemie wurde der Wettbewerb jedoch abgesagt. Er wäre auf der Bühne von Mariko Leschawa, Aleko Berdsenischwili und Mariam Schengelia begleitet worden. Die Choreografie sollte von Emilia Sandquist entwickelt werden.

## Rezeption
Joshua Kucera von Eurasianet meinte, dass der georgische Beitrag auf eine mürrische Art und Weise die Ablehnung des Westens darstelle. Das Lied klage darüber, dass man gezwungen sei, europäische Werte anzunehmen. Er sieht einen Bezug zur aktuellen georgischen Politik, die eine Annäherung an den Westen und eine Loslösung von Russland anstrebe.
ESCXtra sprach von einer mutigen Entscheidung, kritisierte jedoch den Songtext. Georgien habe die Ukraine mit dem Titel Solovey vor dem letzten Platz gerettet. Laut Eurovisionary hätte der Titel die musikalische Varietät in Rotterdam bereichert. Der Sänger sei die richtige Wahl bei Georgian Idol gewesen. Bei ESC Kompakt hinterlasse Take Me as I Am „viele Fragezeichen“. Außer dem Mut des Rundfunks sowie den „ehrlich-kraftvollen Gesang“ des Sängers, müsste alles weitere „eigentlich Punktabzug bekommen“.